# Фондо Шеса Балконевизи (Пиза)
Фондо Шеса Балконевизи је насеље у Италији у округу Пиза, региону Тоскана.
Према процени из 2011. у насељу је живело 44 становника. Насеље се налази на надморској висини од 48 м.